# Чене
Чене (итал. Cene) — коммуна в Италии, располагается в регионе Ломбардия, подчиняется административному центру Бергамо.
Население составляет 3927 человек, плотность населения составляет 491 чел./км². Занимает площадь 8 км². Почтовый индекс — 24020. Телефонный код — 035.
Покровителем коммуны почитается святитель Зенон Веронский, празднование 12 апреля, 19 июля.

## Палеонтология
В отложениях Чене позднего триасового периода (норийский ярус) найден ископаемый образец птерозавра MPUM 6009. Согласно Далла Веччии этот образец принадлежит виду Carniadactylus rosenfeldi.